# Ochotona argentata
Ochotona argentata är en däggdjursart som beskrevs av Howell 1928. Ochotona argentata ingår i släktet Ochotona och familjen pipharar. IUCN kategoriserar arten globalt som akut hotad. Inga underarter finns listade.
Arten är endemisk för ett litet bergsområde i den kinesiska provinsen Ningxia. Bergstrakten är främst täckt av skog men pipharen vistas bara i klippiga gläntor. Den gräver jordhålor som gömställen eller söker skydd bakom klippor.
Denna piphare når en kroppslängd (huvud och bål) av 20 till 24 cm, en vikt 230 till 250 g och saknar svans. Öronen är 2,2 till 2,9 cm stora och bakfötterna är 2,5 till 3,6 cm långa. Under sommaren har ovansidans päls en rödaktig färg och undersidan är täckt av sandfärgad till vit päls förutom bröstet som är ockra. Före vintern byts till en längre och mjukare päls som är gråbrun på ovansidan med gult inslag nära stjärten. Undersidan är lika som under sommaren. Ett område kring en körtel på djurets nacke är brun. På de runda öronen kan några ljusare ställen förekomma.
Liksom flera andra pipharar skapar Ochotona argentata förråd av torra växtdelar som göms i naturliga jordhålor eller i övergivna gruvor (uppgift från en studie). Under sommaren äts gröna växtdelar. Mellan april och augusti har honor en enda kull per år. Efter ungefär 25 dagar dräktighet föds 2 till 4 ungar.
Det underjordiska boet har tunnlar och flera kamrar. Några exemplar bor mellan stenhögar eller i tomma gruvor. Såvida känd har individerna inga avgränsade revir. När pipharen gömmer sig syns dess närvaro genom gamla förråds- och avföringshögar.